# جو غورملي (لاعب كرة قدم)
جو غورملي (بالإنجليزية: Joe Gormley)‏ هو لاعب كرة قدم بريطاني في مركز الهجوم، ولد في 26 نوفمبر 1990 في بلفاست في المملكة المتحدة. لعب مع نادي بيتربورو يونايتد ونادي كليفتونفيل.

## وصلات خارجية
- جو غورملي (لاعب كرة قدم) على موقع قاعدة بيانات كرة القدم.إي يو (الإنجليزية)
- جو غورملي (لاعب كرة قدم) على موقع Soccerway.com (الإنجليزية)